# Young Ones FC
Der Young Ones FC war ein Fußballverein aus der namibischen Hauptstadt Windhoek. Er wurde 1972 im Stadtviertel Khomasdal gegründet.
Zu den größten Erfolgen zählen der Sieg beim Mainstay-Cup 1988 sowie zwei Finalteilnahmen im NFA-Cup 1992 und 1993. Zu dieser Zeit spielte der Verein bereits erstklassig in der Namibia Premier League, dem Nachfolger der Namibia National Soccer League. Young Ones war zwei Mal im afrikaweiten CAF Cup vertreten. In der Saison 2002/03 stieg die Mannschaft ab. Nach knapp zehn Jahren Zweitklassigkeit folgte der erneute Abstieg 2012 in die drittklassige Namibia Second Division. In dieser spielte Young Ones bis mindestens 2018.
Zu den bekanntesten Spielern zählen die ehemaligen Nationalspieler Floris Diergaardt, der in seiner Jugend für Young Ones auflief, sowie Henrico Botes, der von 1999 bis 2023 für den Verein spielte.